# Un crimen dormido
Un crimen dormido (en inglés: Sleeping Murder: Miss Marple's Last Case) es un libro de la escritora británica Agatha Christie, publicado originalmente en Reino Unido por Collins Crime Club y en Estados Unidos por Dodd, Mead and Company en 1976.
Al igual que Telón, el libro fue escrito alrededor de 1940, durante la Segunda Guerra Mundial, para que ambos fueran publicados tras la muerte de la autora. Los dos manuscritos permanecieron en una caja de seguridad durante más de 30 años.

## Argumento
Gwenda Reed, una joven neozelandesa recién casada, llega a Londres precediendo a su marido con el deseo de comprar una vivienda en la que iniciar su vida conyugal en la metrópoli. Consigue una casa  que le atrae a primera vista en Dillmouth (el nombre que Christie le da a la ciudad de Sidmouth en Devon). Pero esa atracción se convierte en preocupación cuando piensa en empapelar una habitación con motivos florales que resultan estar bajo la decoración actual, o cuando planea construir una puerta en una pared que en realidad ya tenía una puerta que luego fue tapiada. 
Cuando su marido Giles se reúne con ella, van a visitar a una pareja de amigos que residen en Londres, Raymond y Joan. Conocen a la tía de éste, Jane Marple, y todos van al teatro a ver una obra dramática, La duquesa de Amalfi de John Webster. Una de las escenas aterroriza a Gwenda, que recuerda de pronto una escena de su infancia: una mujer muerta al pie de unas escaleras.